# إيلي سابيا
إيلي سابيا Eli Sabi?، من مواليد 31 أغسطس 1988 في موجي جوانكو في البرازيل، لاعب كرة قدم برازيلي لعب سابقاً مع نادي الرائد السعودي .

## روابط خارجية
- إيلي سابيا على موقع قاعدة بيانات كرة القدم.إي يو (الإنجليزية)
- إيلي سابيا على موقع Soccerway.com (الإنجليزية)